# Храм Константина и Елены (Вологда)
Храм святы́х равноапо́стольных царе́й Константи́на и Еле́ны (Константи́но-Еле́нинская церковь) — православный храм в Вологде, построенный около 1690 года, один из лучших памятников XVII века.
Находится в историческом районе Верхний посад, между улицами, которые ранее назывались Константиновской (сейчас — проспект Победы) и Кобылкиной (сейчас — Благовещенская).

## История
Первоначальный деревянный клетский храм был посвящён Дмитрию Прилуцкому и ещё в XVII веке храм назывался Дмитрия Прилуцкого в Кобылине улице.
Как считается, первый храм был возведён в 1503 году на месте сретения (встречи) несохранившейся надгробной иконы Дмитрия Прилуцкого, которая возвращалась из победного похода Ивана III на татар. Известно, что в XVI веке в районе церкви начиналась дорога на Кострому и Москву, где и могла произойти встреча. По другой точке зрения, в поход Ивана Грозного на Казань бралась житийная икона Дмитрия Прилуцкого из Спасского собора Прилуцкого монастыря.
Около 1690 года на месте деревянного здания храма построен каменный храм, существующий и сейчас. Высказывалось также предположение, что именно к этому храму относится упоминание о постройке ярославскими мастерами храма Дмитрия Прилуцкого в Вологде в 1653 году (а не храма Дмитрия Прилуцкого на Наволоке). Церковь была освящена в честь святых равноапостольных царей Константина и Елены, а придел нижнего храма — в честь Дмитрия Прилуцкого.
В память события, которое стало причиной основания храма, каждый год 3 июня служилась литургия в Кафедральном соборе и храме Константина и Елены, а затем совершался крестный ход из города в Спасо-Прилуцкий монастырь. Священником церкви в 1898—1911 годы служил вологодский писатель и краевед о. Сергий (Непеин):

К Цареконстантиновскому храму приходят с хоругвями и св. иконами от ближайших храмов, и общий крестный ход направляется в собор, соединяясь в пути с другими крестными ходами. Отсюда, уже с участием Преосвященного Владыки, крестный ход направляется к водопроводу, на Архангельскую улицу и за город к Прилуцкому монастырю. Стройное шествие при участии городского общества хоругвеносцев в красивых костюмах, со множеством хоругвей, сопровождаемое толпами народа, очень красиво со стороны.
— Священник С. Непеин. Вологда прежде и теперь. Типография Знаменского и Цветова. 1906 г..
Вплоть до начала XX века храм находился на окраине города. Искусствовед Г. К. Лукомский в 1907 году так описывает его местоположение в своём путеводителе по архитектурным достопримечательностям Вологды:
Цареконстантиновская церковь, находящаяся на краю города среди обширного пространства, занятого капустными огородами и лужайками сочной травы, окружёнными серыми низенькими заборами, прелестно выделяется в свою очередь белым стройным силуэтом на фоне убогих низеньких домиков.
Храм был закрыт 24 февраля 1930 года, в нём размещались учреждения культуры и трикотажная фабрика.
Интерьер храма был обезображен и разграблен, внутри находился склад хозяйственного магазина.
В 1997 году храм был возвращён Русской православной церкви, было начато его восстановление. В 1998 году возобновились регулярные богослужения в нижней церкви, с 2008 года снова действует и верхняя. Возрождена традиция крестных ходов. 10 апреля 2008 года на колокольню подняты восемь новых колоколов весом от 10 до 430 кг, привезённых из Тутаева.

## Архитектура
Храм Константина и Елены принадлежит к ряду храмов, построенных в Вологде во второй половине XVII века под влиянием московской архитектуры русского узорочья — это двух- и четырёхстолпные, на подклете, пятиглавые храмы с колокольнями, с тёплой храмом на первом этаже и двухсветным холодным храмом на втором. Таковы храмы Иоанна Златоуста (1664 год), храм Николы во Владычной слободе (1669 год), церковь Андрея Первозванного во Фрязинове (1670 год), храм Николая на Горе «Золотые Кресты» у Ленивой площадки (начало XVIII века) и другие. Такой архитектурный тип храма был популярен не только в Москве, но и в Ярославле и других городах. В конце XVII века в архитектуру Вологды ещё не вошло русское барокко, а дух узорочья ещё не угас. Храм Константина и Елены — единственный сохранившийся представитель этой эпохи в Вологде. Остальные наиболее типичные памятники (Вознесенский храм, Спасо-Всеградский собор) уничтожены в конце 1920-х годов.
Общая композиция храма, расписной перспективный портал верхней церкви, крыльцо с колоннами-бочками, гирьками и ползучей аркой, также как и детали внешнего декора — кокошники, полуколонки (простые и строенные), слуховые окна шатра колокольни — типичные для узорочья чертами архитектуры. Ампирный купол над крыльцом — позднейшая перестройка. По композиции фасадов церковь не имеет прямых аналогий среди вологодских храмов, что позволяет предполагать, что она построена приезжими мастерами, тогда как большая часть остальных, по-видимому, возведена местными.
Основной кубический объём храма Константина и Елены поставлен на подклет. Фасады трёхчастные, членящиеся пилястрами в виде строенных полуколонок-дудочек. Оконные проёмы обрамлены наличниками с фронтонами в виде килевидных кокошников. С восточной стороны вперёд выдаётся прямоугольная в плане апсида верхнего храма, и ещё далее две полукруглые апсиды нижнего. С западной стороны имеется пристройка-паперть, к которой ведёт крыльцо с лестницей-всходом. Четырёхгранная апсида верхнего храма и паперть примерно равны по объёму, что делает силуэт храма симметричным. К северо-западному углу паперти примыкает колокольня.
Верх основного куба убран двумя ярусами кокошников, перекрытыми общей кровлей. Третий ярус кокошников находится в основании каждого из пяти барабанов.

## Колокольня
Шатровая колокольня, примыкающая к паперти с северо-западной стороны, современна основному зданию храма. Состоит из трёх ярусов в виде равных по диаметру восьмериков. Восьмерики колокольни доведены до земли «по заветам старины». Верхний восьмерик является открытым ярусом звона, образованным арками с килевидными завершениями и простенками, украшенными тройными полуколонками. Колокольню завершает лёгкий шатёр с окнами-слухами и маленькой главкой.
Г. К. Лукомский:
Звонница прелестного силуэта и не испорчена переделками.

## Иконы и иконостас
В верхнем храме имелся пятиярусный иконостас с тонкими резными досками (вероятно, современными храму) в верхних ярусах и позднейшего происхождения барочными колонками в нижних. В советское время иконы из закрытого храма были перенесены в Вологодский государственный историко-архитектурный и художественный музей-заповедник (ВГИАХМЗ).
Иконостас храма, созданный в XVII веке, включил несколько икон предшествующего деревянного храма, в частности, образ Спаса в силах XV века, который, как считается, изначально служил средником деисусного чина, а в новом иконостасе был помещён в местный ряд.
В притворе перед входом в верхний храм находилась икона Зосимы и Савватия 1709 года работы вологодского иконописца Ивана Григорьева Маркова с видом Соловецкого монастыря. Образцом для неё послужила гравюра с изображением монастыря, выполненная в 1699 году Василием Андреевым.
Из нижнего храма происходит икона Николая Чудотворца первой половины XV века, вероятно, написанная местным мастером, находящимся под влиянием новгородской школы, а также усвоившим некоторые приёмы ростовских иконописцев.
|                                                   |  |                                                                   |  |                                                                                             |
| Спас в силах. Икона 2-й половины XV века. ВГИАХМЗ |  | Святитель Николай Чудотворец. Икона 1-й половины XV века. ВГИАХМЗ |  | Святые Зосима и Савватий Соловецкие. Икона работы Ивана Григорьева Маркова, 1709 г. ВГИАХМЗ |